# 比嘉愛未
比嘉愛未（日语：／ Higa Manami，1986年6月14日—），日本女演員、模特兒，沖繩縣宇流麻市出身，曾隸屬於VISION FACTORY，現經紀公司為Contents 3。

## 經歷
比嘉愛未在高中一年級時加入了一間沖繩縣的經紀公司，以模特兒的身份出道。高二那年跟位於東京的經紀公司簽約。高三的夏天（2005年），比嘉通過了電影《天國的來信》的選角會，在電影中飾演主角蒼井優的好朋友，出演其首部影視作品。高中畢業後就搬到東京居住。
2006年，比嘉從選角中脫穎而出，獲選為2007年上半年的NHK晨間小說連續劇《旅館之嫁》的女主角。《旅館之嫁》的拍攝時間長達十個月，於2007年8月殺青。該劇平均收視率為19.4%，最高為24.8%，大結局為23.2%。比嘉亦憑此劇獲得第54屆日劇學院獎特別獎。該劇在4年後，即是在2011年播放了特別篇。此外，她於2007年亦參演了單集電視劇《來自美海的賀年卡》，初次出演民放電視劇。
比嘉其後在多部電視劇系列中飾演常規角色，包括2008年開始的《空中急診英雄》、2011年開始的《最強名醫》、2012年開始的《警視廳安積班》等等，其中她在《空中急診英雄》和《最強名醫》中都是飾演一名護士，其演出獲得觀眾一致好評。比嘉首部主演的電影是在2013年10月上映的。
2015年4月，比嘉愛未初次主演民營電視台連續劇《戀愛時代》。
2021年6月，接替由於患上適應障礙症而需要暫停演藝活動的深田恭子，主演連續劇《我推的王子》。這也是比嘉首次主演富士台連續劇。

## 個人
- 曾祖母一方為琉球王族的後代。在2016年10月2日公開的電影『カノン』的記念舞台挨拶時，本人提到最近回鄉時在家裏發現特別的紋章，向曾祖母詢問后，被告訴自己是琉球王朝的末裔[15]。
- 母親是模特兒。
- 欣賞的女演員是松嶋菜菜子、竹内結子。
- 和多次共演的演員福士誠治因合作2014年1月日本電視台特別舞台劇《真田十勇士》而交往。[16]其後因彼此的日劇拍攝忙碌讓關係無法持續後於2016年10月分手。

## 戲劇演出

### 電視劇
- 旅館之嫁（2007年4月2日－9月29日，NHK）：飾演 淺倉（加賀美）夏美（主演）[4]
  - 特別篇（2011年4月24日）[6]
- 來自美海的賀年卡（日语：美ら海からの年賀状）（2007年12月14日，富士電視台）：飾演 國仲千尋
- 空中急診英雄（2008年7月－9月，富士電視台）：飾演 冴島遙[8]
  - 春季特別篇（2009年1月10日）
  - 第二季（2010年1月11日－3月22日）
  - 第三季（2017年7月17－9月18日）
  - 另一個戰場 特別篇（2018年7月28日）
- 天地人（2009年1月－12月，NHK）：飾演 菊姬
- 魔女裁判（日语：魔女裁判 (テレビドラマ)）（2009年4月－7月，富士電視台）：飾演 本宮香織
- 震撼鮮師（2010年7月－9月，TBS）：飾演 水城涼子
- 明天也要活下去（日语：明日もまた生きていこう）（2010年10月25日，TBS）：飾演 横山友美佳（主演）
- 球形的荒野（日语：球形の荒野）（2010年11月26日、27日，富士電視台）：飾演 野上久美子
- 頂尖神醫（2011年1月－3月，東京電視台）：飾演 
  - 頂尖神醫2017特別篇（2017年8月23日）
- MARUMO的規定（2011年4月－6月，富士電視台）：飾演 畑中彩
  - 特別篇（2011年10月9日）
  - 特別篇2014（2014年9月28日）
- 最強名醫（2011年10月－12月，朝日電視台）：飾演 宮部佐知
  - 特別篇（2013年6月1日）
  - 第二季（2013年7月－9月）[9]
  - 新春特別篇2015（2015年1月4日）
  - 第三季（2015年1月8日－3月5日）
  - 新春特別篇2018（2018年1月8日）
  - 新春特別篇2021（2021年1月10日）
  - 新春特別篇2023（2023年1月3日）
- 警視廳安積班（日语：ハンチョウ〜警視庁安積班〜）：飾演 結城沙緒里
  - 第五季（2012年4月－6月）[10]
  - 第六季（2013年1月－3月）[11]
- 東京全力少女（2012年10月－12月，日本電視台）：飾演 芹澤華子
- 森村誠一之棟居刑事 死海的伏流（2012年11月24日，朝日電視台）：飾演 八切亞希
- 超越巴肯紀錄（日语：バッケンレコードを超えて）（2013年1月27日，北海道文化放送）：飾演  （主演）[17]
- 逸脱～捜査一課・澤村慶司（2013年2月15日，富士電視台）：飾演 永澤初美
  - 執着～捜査一課・澤村慶司2（2014年3月7日）
- 醉鬼小藤次（2013年6月－9月，NHK）：飾演 阿涼
- 濃姬II（2013年6月23日，朝日電視台）：飾演 織田市
- 死的放送（2014年5月30日，富士電視台）：飾演 津村亜紀
- 強蟻（2014年7月2日，東京電視台）：飾演 宮原素子
- GTO（2014年7月－9月，關西電視台）：飾演 藤川穗波
- 戀愛時代（2015年4月2日－6月18日，日本電視台）：飾演 衛藤春（主演）
- 武士老師（2015年10月－12月，朝日電視台）：飾演 佐伯晴香
- 釣魚狂日記 新入社員濱崎傳助 特別篇 （2017年1月2日，東京電視台）：飾演 矢島亜季
- 今天也是個良道吉日 (2017年1月14日-2月4日，WOWOW）：飾演 二之宮琴葉（主演）
- 千住Crazy boys（2017年2月15日，NHK BS Premium）：飾演 指江のばら
- 越後純情刑事・早乙女真子（日语：越後純情刑事・早乙女真子）（2018年1月28日，朝日電視台）：飾演 早乙女真子（主演）
- 99.9 -刑事專門律師-II 第7回（2018年3月4日，TBS）：飾演 笹野櫻（客串）
- 笨蛋伯比傻爸爸（日语：バカボンのパパよりバカなパパ#テレビドラマ）（2018年6月30日－7月28日，NHK）：飾演 赤塚眞知子
- 劍客生涯 第5作「手裏劍阿秀」（2018年12月21日，富士電視台）：飾演 杉原秀
- 棋盤上的Alpha～約定的將棋（日语：盤上のアルファ#テレビドラマ）（2019年2月3日－24日，NHK BS Premium）：飾演 惠子
- 夏空（2019年4月1日－9月28日，NHK）：飾演 前島（奧原）光子[18]
- TWO WEEKS（日语：TWO WEEKS (テレビドラマ)#リメイクテレビドラマ）（2019年7月16日－9月17日，富士電視台）：飾演 [19]
- 刑警與檢察官〜所轄與地檢的24小時〜（日语：ケイジとケンジ〜所轄と地検の24時〜）（2020年1月16日－3月12日，朝日電視台）：飾演 仲井戶南[20]
  - 刑警與檢察官，有時是法官。（2023年4月13日－6月8日，朝日電視台）：飾演 仲井戶南
- 出租什麼都不幹的人（日语：レンタルなんもしない人）（2020年4月8日－5月28日、9月10日－10月1日，東京電視台）：飾演 森山沙紀[21]
- 二分之一的夫婦（2021年6月2日－7月21日，東京電視台）：飾演 中山文（主演）
- 我推的王子（2021年7月15日－9月23日，富士電視台）：飾演 日高泉美（主演）
- 日本沉沒-希望的人-（2021年10月16日－12月18日，TBS電視台）：飾演 天海香織
- 紧急审讯室 新年特辑（2022年1月3日，朝日電視台）：饰演 生驹亚美
- 純愛不協和音（2022年7月14日－9月22日，富士電視台）：飾演 碓井愛菜美
- 想做的女人和想吃的女人（2022年11月29日－12月14日，NHK綜合）：飾演 野本ユキ（主演）
  - 第二季（2024年1月29日－2月29日，NHK綜合）：飾演 野本ユキ（主演）
- 佔領大醫院（2023年1月14日－3月18日，日本電視台）：飾演 武藏裕子
  - 佔領新機場（2024年1月13日－3月16日，日本電視台）：飾演 武藏裕子
  - 佔領放送局（2025年7月12日－，日本電視台）：飾演 武藏裕子
- 閃爍的青春 Season1（2023年9月22日－11月10日，WOWOW）：飾演 一條薰
  - Season2（2024年1月19日－2月23日，WOWOW）：飾演 一條薰
- Sky Castle（2024年7日25日－9月26日，朝日電視台）：飾演 二階堂杏子[22]
- FOREST（日语：フォレスト (テレビドラマ)）（2025年1日12日－3月2日，朝日放送電視台）：飾演 幾島楓（主演，與岩田剛典雙主演）

### 電影
- 天國的來信（日语：ニライカナイからの手紙）（2005年）：飾演 平良美咲
- 我和她們的生存之道（日语：僕と彼女のXXX） 第5集（2005年）：飾演 与那城礼子
- 幽閉者（幽閉者 テロリスト，2007年）：飾演 少女
- 開鎖王 THE MOVIE（日语：猿ロック THE MOVIE）（2010年）：飾演 篠崎
- 我們的存在 後篇（2012年）：飾演 千見寺亞希子
- （2013年）：飾演  森本千代子（主演）[12]
- 卡農（2016年）：飾演  岸本藍（主演）
- 老師！我可以喜歡你嗎（2017年）：飾演 中島幸子
- 空中急診英雄 劇場版（2018年7月27日）：飾演 冴島遙
- 大綱引の恋（2021年5月7日、Showgate）：飾演 有馬数子
- 吟ずる者たち（2022年3月25日）：飾演  永峯明日香（主演）
- 女王偵訊室 THE FINAL（2023年6月16日、東寶）：飾演 生駒亞美
- 親のお金は誰のもの 法定相続人（2023年10月6日）：飾演 大亀遥海（主演）

### 舞台劇
- 真田十勇士（2014年1月7日－2月2日，青山劇場 / 2014年2月7日－2月19日，梅田芸術劇場）：飾演 火垂
- Yuming sings…あなたがいたから私がいた（2014年10月8日－10月31日，帝国劇場）：飾演 園子（主演）
- Platonov（プラトーノフ）（2019年2月－，東京藝術劇場）：飾演 Sophia

## PV
- SOPHIA（2006年）
- 濱崎步《blossom》（2010年）

## 電子遊戲
- 第二國度 白色聖灰的女王（2011年）：飾演 灰之女王，配音[23]

## 作品

### 写真集
- Clear（2012年4月20日、Wani Books（英语：ワニブックス）、摄影：舞山秀一（日语：舞山秀一））ISBN 4847044533[24]
- flap（2016年6月25日、ワニブックス、撮影：舞山秀一）ISBN 4847048423 [25]
- 本心（2022年2月24日、集英社、撮影：藤代冥砂）ISBN 4087900606 [26]

## 得獎紀錄
電視劇
| 年份   | 受賞式                  | 獎項         | 作品         | 結果 |
| ------ | ----------------------- | ------------ | ------------ | ---- |
| 2007年 | 第54回日劇學院賞        | 特別賞       | 旅館之嫁     | 獲獎 |
| 2008年 | 第5回TVnavi日劇年度大賞 | 新人賞－女子 | 空中急診英雄 | 獲獎 |

## 外部連結
- 官方网站（日語）
- 經紀公司官方網站（日語）
- 比嘉愛未的Instagram帳戶
- 比嘉愛未官方網站（日語）（VISION FACTORY）
- 比嘉愛未 Official blog Manami Smile Life （页面存档备份，存于）（日語）
- 經紀公司官方網站 （页面存档备份，存于）（日語）（VISION FACTORY）